# El árbol gigante
El árbol gigante es el octavo volumen de la colección “Las aventuras de Ogú, Mampato y Rena”, del dibujante y argumentista Themo Lobos, publicada por Dolmen Ediciones en Chile, luego Océano-Dolmen y ahora J.C. Sáez Editor.  
Es la primera parte o episodio de la historia titulada "La amenaza amarilla”, y la primera aventura en la que Themo Lobos reunió a los tres personajes.

## Trayectoria editorial
Fue creada originalmente como serie de 12 entregas o capítulos de 4 páginas, en la revista infantil-juvenil Mampato, de Editorial Lord Cochrane, en la cual “La amenaza amarilla” era la decimotercera historia del personaje. El primer capítulo apareció en el número 172, de mayo de 1973, y el último en el n.º 183, de julio de 1973, donde anunciaba su continuación en un nuevo episodio de doce capítulos titulado “La rebelión de los mutantes”. 
Republicada por su autor en la revista Cucalón n.º 22, probablemente en 1988. 
La primera edición unitaria de Dolmen es de1999.

## Argumento
Mampato y Ogú han viajado hacia el futuro. La tierra del siglo 40 está poblada de mutantes. Rena ha captado los pensamientos de una raza maligna que pretende invadir y asesinar a su pueblo. La raza de los mutantes amarillos vive en una civilización de tipo pre-medieval, con los nobles, que la gobiernan. La nobleza, es decir el pueblo amarillo, es comandada por el cruel Ferjus, un mutante telepático. Estos seres han esclavizado a todas las otras razas de mutantes, obligándolas a trabajar en su beneficio. El gigantesco árbol mutante alberga a esta raza tiránica. A su servicio trabajan dos tipos de mutantes traidores: los hombres-rata, espías del tirano, y los gigantes, capataces de los esclavos. Nuestros amigos Mampato, Rena y Ogú pretenden derrotar al tirano y liberar a los oprimidos. Sicalipto, el malvado hijo de Ferjus, ha concebido un odio feroz contra Mampato y maquina su muerte.